# Judd Marmor
Judd Marmor (Londra, 2 maggio 1910 – Los Angeles, 16 dicembre 2003) è stato uno psichiatra statunitense. È noto soprattutto per aver sostenuto radicalmente la rimozione dell'omosessualità dal Diagnostic and Statistical Manual of Mental Disorders.

## Biografia

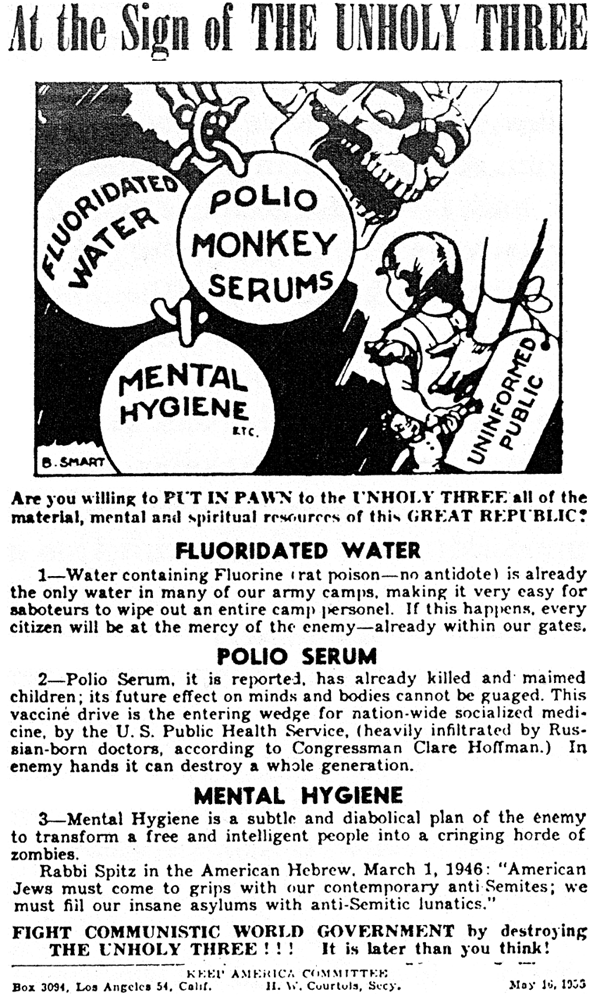

Nasce a Londra, Inghilterra, ma trascorre gran parte della sua vita a Chicago e New York.
Compie gli studi di medicina presso la Columbia University e ottiene la laurea nel 1933. 
Nel 1946 si trasferisce a Los Angeles. Nei primi anni '60 si schiera in modo radicale dichiarando che l'omosessualità è una variante del comportamento sessuale e rifiutando quindi di considerare tale orientamento come una deviazione o patologia. Afferma inoltre che le preferenze sessuali non sono il risultato di una vita intrisa di problemi e cattivi rapporti con i genitori, ma che esistono vari fattori determinanti che riguardano la sfera genetica, biologica e psicologica.